# Formentera del Segura
Formentera del Segura és un municipi del País Valencià que es troba a la comarca del Baix Segura. El petit terme, tan sols 4,33 km², se situa sobre el marge esquerre del Segura, a 10 km de la seua desembocadura. La població, 4.624 habitants en 2023, es reparteix en dos nuclis: Los Palacios i Formentera. L'economia s'hi basa en l'agricultura, cítrics, cereals i hortalisses i la seua transformació comercial. Hi abasta importància l'apicultura.

## Història
D'origen islàmic, fou senyoriu de Joan de Portugal, qui va vendre-la a Carles Pérez de Sarrió, marquès d'Algorfa, i a la família Rojas posteriorment; va pertànyer a Oriola, de la que s'independitzà en 1731; en aqueixa data i a l'empara del privilegi "alfonsí" naix històricament Formentera sota senyoriu de Nicolau Pérez de Sarrió, marquès d'Algorfa, qui instal·la 8 colons en règim d'emfiteusi; el terratrèmol del 1829, en què moriren més d'un centenar de veïns, va destruir la població; els hereus del marqués van encarregar-se de la reconstrucció que culminà en 1840 amb l'edificació de l'església. Degut al terratrèmol el patrimoni arquitectònic i històric de Formentera és pràcticament inexistent, entre ells l'església, l'ermita, la sénia i l'assut.